# Donald Dunn

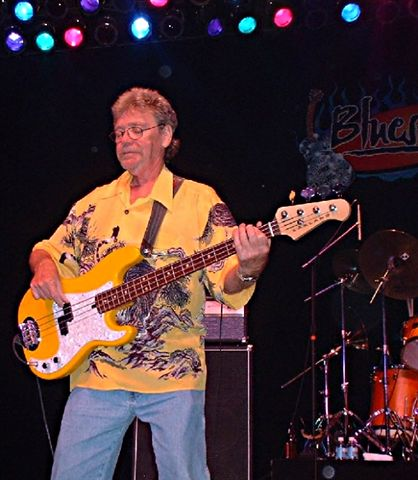
Donald Dunn

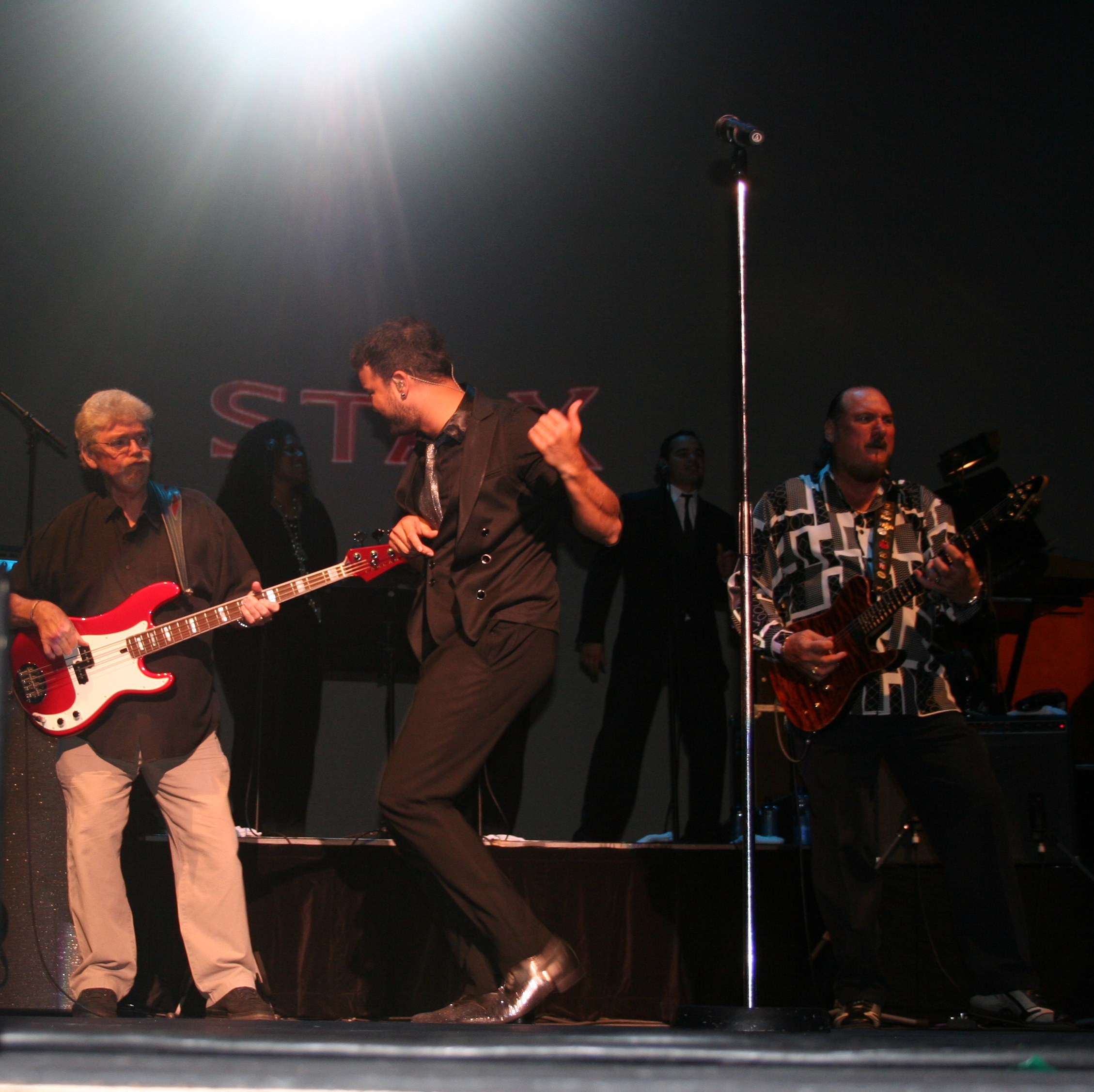
Donald "Duck" Dunn (links) met Steve Cropper (rechts) en Guy Sebastian (midden) in 2008

Donald "Duck" Dunn (Memphis, 24 november 1941 – Tokio, 13 mei 2012) was een Amerikaans basgitarist, platenproducent en songwriter.

## Loopbaan
Dunn was de bassist van de Mar-Keys en vanaf 1964 van Booker T. & the M.G.'s, samen met onder meer Steve Cropper en Booker T. Jones. Als sessiemuzikant werkte hij samen met veel artiesten van het label Stax Records, dat gespecialeerd is in soul-, blues- en gospelmuziek en bekendstaat om de typische Memphis-soulstijl. Dunn speelde met Otis Redding, Muddy Waters, Freddie King, Albert King, Neil Young, Jerry Lee Lewis, Eric Clapton, Tom Petty, Creedence Clearwater Revival, Wilson Pickett, Sam & Dave, Rod Stewart, Bob Dylan, Roy Buchanan, Levon Helm en Arthur Conley.
In 1978 werd hij samen met Cropper uitgenodigd om toe te treden tot The Blues Brothers, de band die na een succesvol optreden in het televisieprogramma Saturday Night Live werd geformeerd rond de acteurs John Belushi en Dan Aykroyd. Het leidde tot het album Briefcase Full of Blues in 1978 en een optreden in de film The Blues Brothers in 1980. Dunn was ook te zien in het vervolg Blues Brothers 2000 uit 1998.
Op 13 juli 1985 speelde Dunn mee met Eric Clapton + Band op het Live Aid-concert in het JFK Stadium in Philadelphia. Die livesessie werd uitgezonden op radio en tv. De drie nummers die werden vertolkt waren White Room, She's Waiting en Layla. In juni 2004 speelde hij voor de huisband van Eric Clapton's Crossroads Guitar Festival in Dallas. In 2007 kreeg hij samen met Booker T. Jones en de andere M.G.'s een Grammy Lifetime Achievement Award voor hun bijdragen in de popmuziek.
In 2008 toerde hij met Cropper en de Australische soulzanger Guy Sebastian in Australië. Tijdens een tournee met Cropper in Japan in 2012, waarbij ze optraden in de Blue Note Night Club in Tokio, stierf hij op 70-jarige leeftijd aan een hartaanval tijdens zijn slaap.